# Ляхтинен, Леонид Андреевич
Леонид Андреевич Ляхтинен (1941 — 4 октября 2016) — советский и российский спортсмен и тренер по лёгкой атлетике, заслуженный тренер России.

## Биография
В качестве легкоатлет являлся мастером спорта на средние дистанции, затем перешел на тренерскую работу.
С 1986 по 1992 год работал в должности государственного тренера СССР по легкой атлетике. 
В последние годы трудился инструктором-методистом в спортивном комплексе «Юность» в Адлере. Организовывал учебно-тренировочные сборы для команд сборной России по легкой атлетике.
В память о тренере в Адлере проходят соревнования юных легкоатлетов.